# Reset (tidning)
Reset var en svensk dator- och TV-spelstidning med inriktning på spelandet som livsstil och kulturfenomen.
Tidningen utkom månadsvis från våren 2005 till våren 2006. Chefredaktör var Tobias Bjarneby.

## Historik
Tidningen skapades som reaktion på att förlaget Medströms - som gav ut tidningarna Super PLAY och PC Gamer - blev uppköpt av Hjemmet Mortensen förlag. Samtidigt med uppköpet, i november 2004, slutade dåvarande chefredaktören på Super PLAY, Tobias Bjarneby, samt redaktörerna Thomas Wiborgh och Martin Johansson. På PC Gamer slutade dåvarande chefredaktören Joakim Bennet, samt redaktionschefen Mats Nylund. Den 21 januari 2005 slutade alla kvarvarande skribenter på Super PLAY utom den nya chefredaktören Tommy Rydling och några dagar senare presenterades RESET, den tidning som de avhoppade skribenterna själva startat och nu började ge ut via det egna förlaget Reset Media. Tidningen utmärkte sig genom en större självmedvetenhet, där spelrecensenternas utgångspunkter var snarare personliga än sakliga.
RESET lades ner i mars 2006, i samband med att Reset Media gick ihop med IDG-förlaget. I stället startas en ny tidning från maj 2006 kallad LEVEL, i princip en sammanslagning av tidningarna RESET och Player1.